# Tupiczyno 1
Tupiczyno 1 (biał. Тупічына 1; ros. Тупичино 1) – chutor na Białorusi, w obwodzie witebskim, w rejonie szarkowszczyńskim, w sielsowiecie Łużki.
Dawniej używana nazwa – Tupiczyno, Tupiczyn.

## Historia
W czasach zaborów w powiecie dzisieńskim, w guberni wileńskiej Imperium Rosyjskiego, pod koniec XIX wieku własność Bernowiczów.
W latach 1921–1945 wieś leżała w Polsce, w województwie wileńskim, w powiecie dziśnieńskim, w gminie Czerniewicze, a od 1929 w gminie Łużki.
Według Powszechnego Spisu Ludności z 1921 roku zamieszkiwało tu 119 osób, 7 było wyznania rzymskokatolickiego a 112 prawosławnego. Jednocześnie 1 mieszkaniec zadeklarował polską przynależność narodową, 117 białoruską a 1 inną (rosyjską). Były tu 24 budynki mieszkalne. W 1931 w 25 domach zamieszkiwało 145 osób.
Wierni należeli do parafii rzymskokatolickiej i prawosławnej w Czerniewiczach. Miejscowość podlegała pod Sąd Grodzki w Łużkach i Okręgowy w Wilnie; właściwy urząd pocztowy mieścił się w Łużkach.